# پامچال شب
گل مغربی، پامچال شب (نام علمی: Oenothera biennis) نام یک گونه از سرده گل مغربی است. این گونه جزء گیاهان دارویی آمریکای شمالی و گیاهان شب‌گل‌ده به‌شمار می‌رود. دانه رسیده این گیاه دارای اسید گاما-لینولنیک و اسیدهای چرب ضروری می‌باشد. پامچال شب در سال ۱۷۵۳ (میلادی) توسط کارل لینه توصیف علمی شد.

## نگارخانه

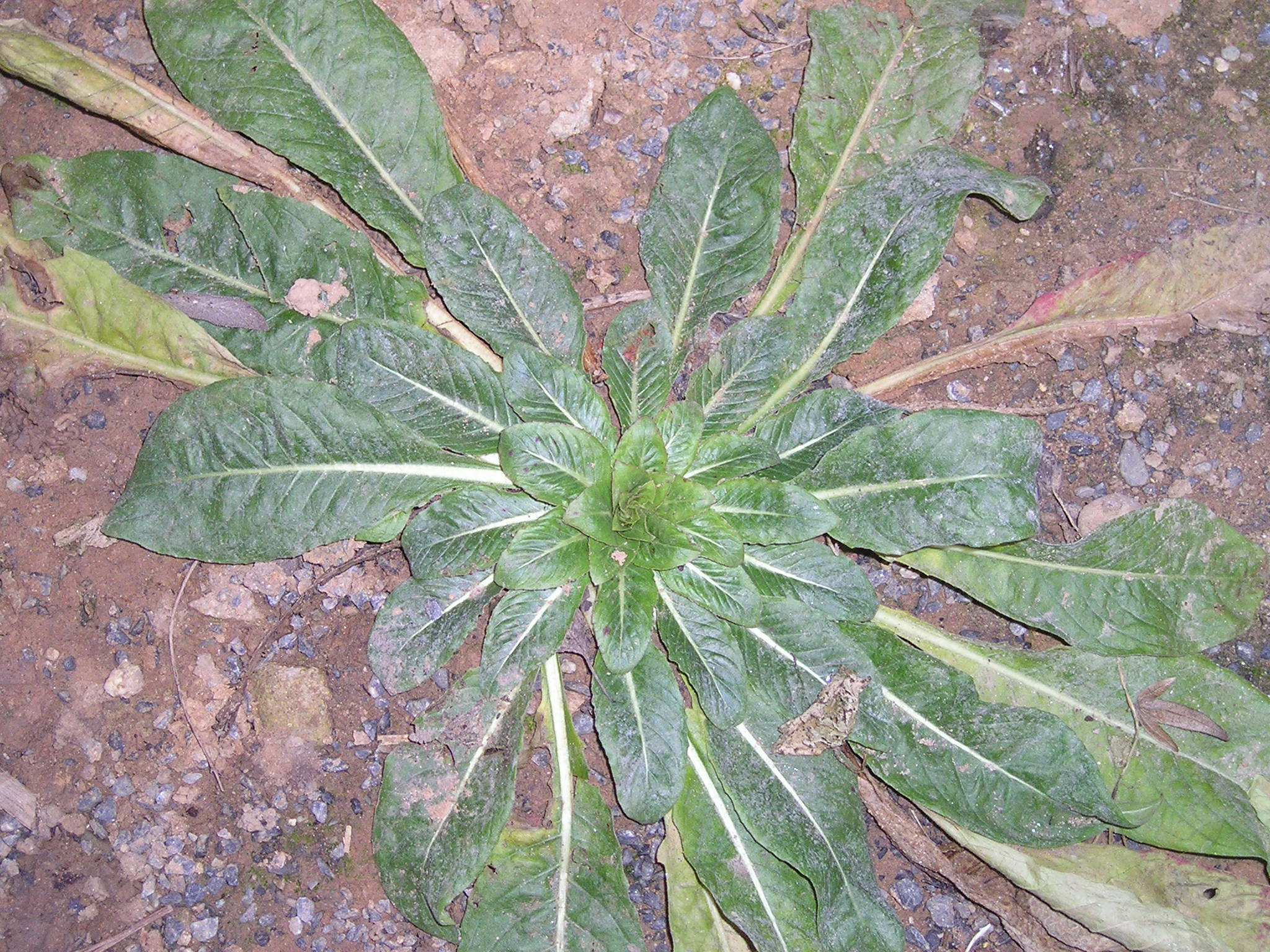
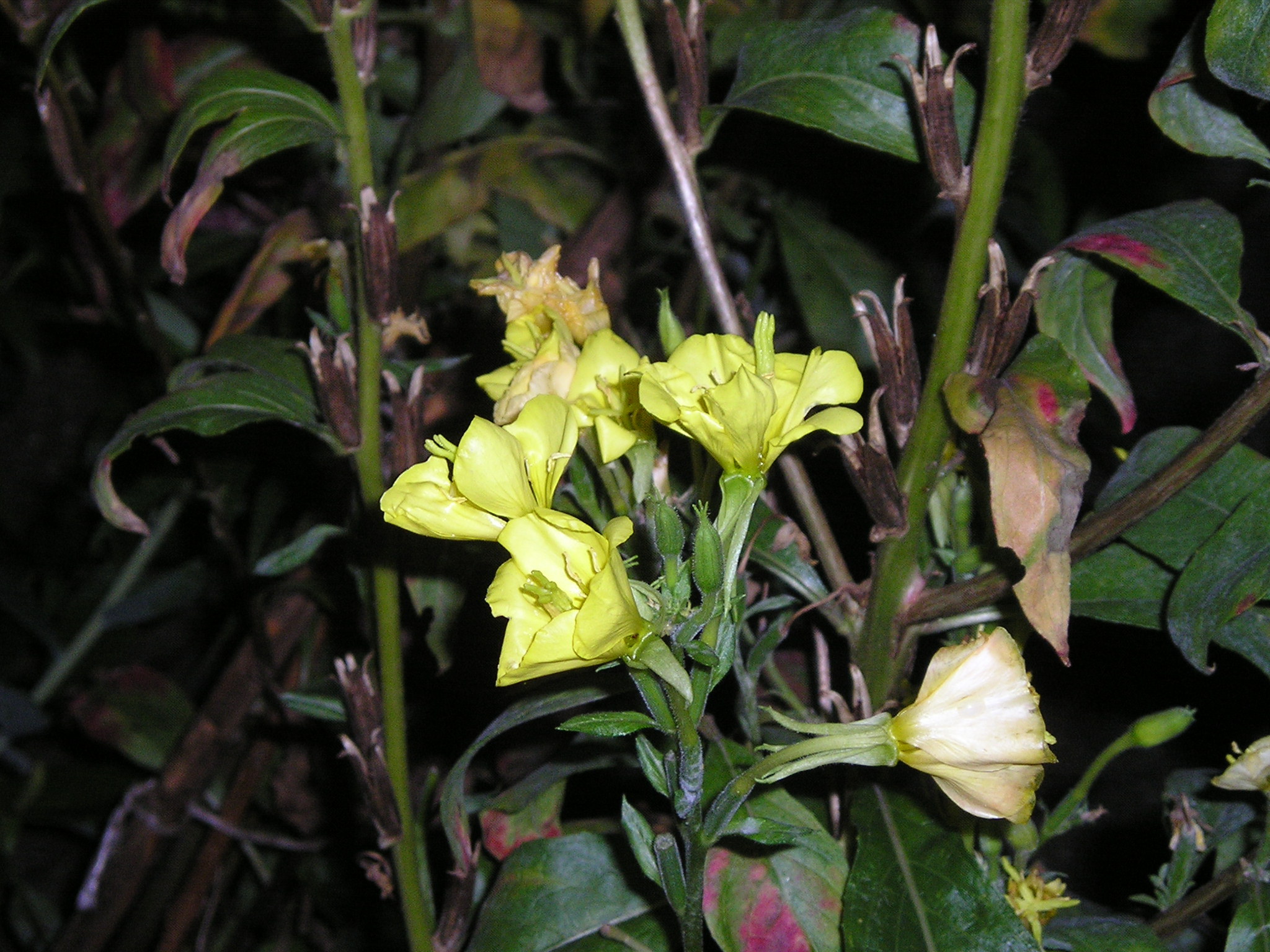
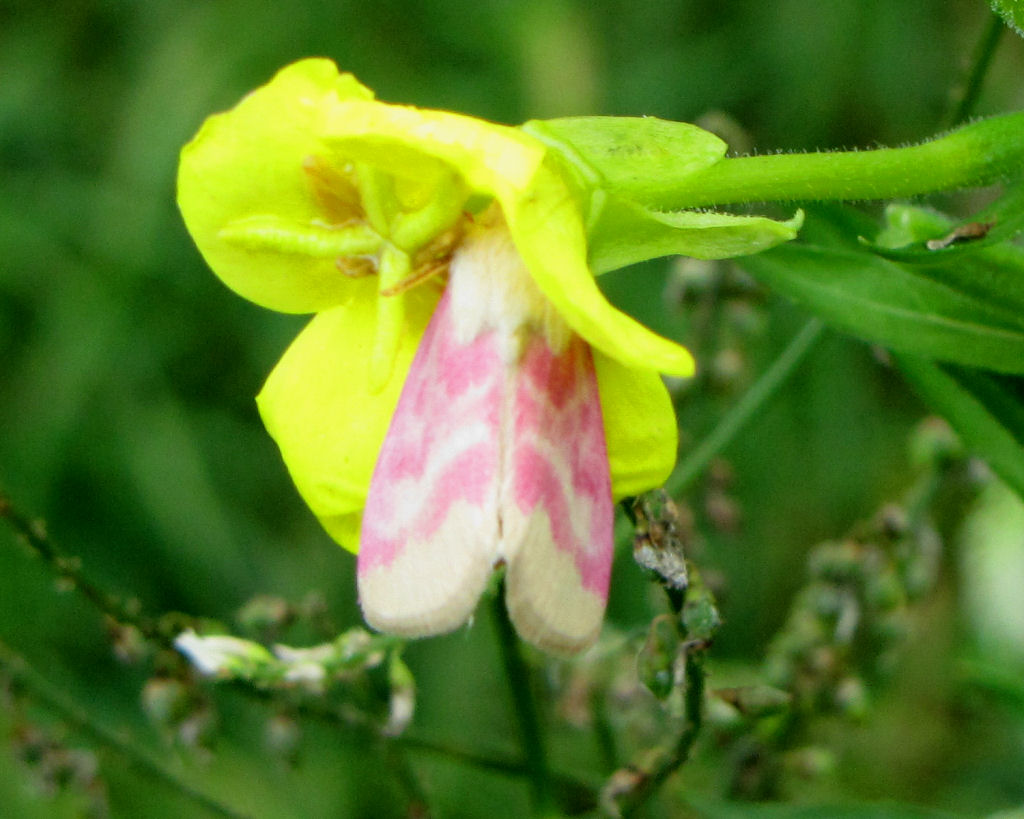
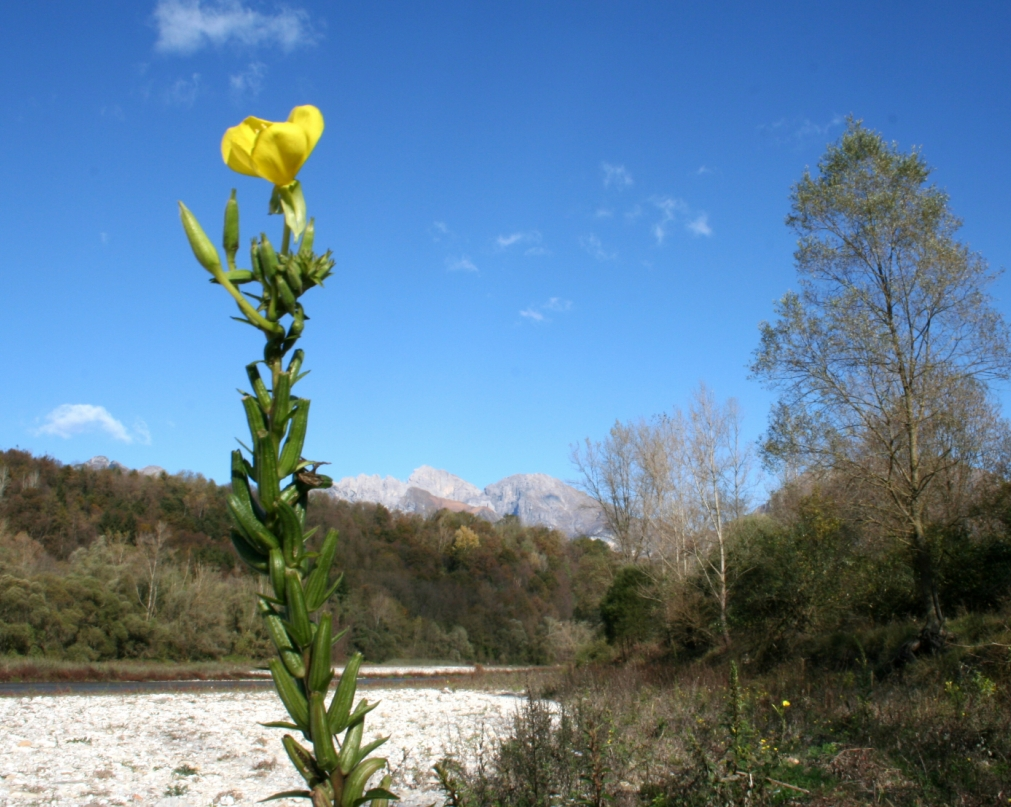